# Resul Hojayew
Resul Hojayew é um jogador de futebol do Turcomenistão que atua pela equipe do Altyn Asyr, clube da cidade de Ashgabat que Disputa a primeira divisão do Campeonato Turcomeno de Futebol. Fez parte do elenco do Altyn Asyr campeão do Campeonato Turcomeno de 2017.